# Grand Prix Dallasu 1984
Grand Prix Dallasu 1984 (oficiálně Stroh's Dallas Grand Prix) se jela na okruhu Fair Park v Dallasu v Texasu ve Spojených státech amerických dne 8. července 1984. Závod byl devátým v pořadí v sezóně 1984 šampionátu Formule 1.

## Kvalifikace
| Poř. | No. | Jezdec             | Konstruktér       | Čas      | Ztráta  |
| ---- | --- | ------------------ | ----------------- | -------- | ------- |
| 1    | 12  | Nigel Mansell      | Lotus-Renault     | 1:37.041 | —       |
| 2    | 11  | Elio de Angelis    | Lotus-Renault     | 1:37.635 | +0.594  |
| 3    | 16  | Derek Warwick      | Renault           | 1:37.708 | +0.667  |
| 4    | 28  | René Arnoux        | Ferrari           | 1:37.785 | +0.744  |
| 5    | 8   | Niki Lauda         | McLaren-TAG       | 1:37.987 | +0.946  |
| 6    | 19  | Ayrton Senna       | Toleman-Hart      | 1:38.256 | +1.215  |
| 7    | 7   | Alain Prost        | McLaren-TAG       | 1:38.544 | +1.503  |
| 8    | 6   | Keke Rosberg       | Williams-Honda    | 1:38.767 | +1.726  |
| 9    | 27  | Michele Alboreto   | Ferrari           | 1:38.793 | +1.752  |
| 10   | 15  | Patrick Tambay     | Renault           | 1:38.907 | +1.866  |
| 11   | 2   | Corrado Fabi       | Brabham-BMW       | 1:38.960 | +1.919  |
| 12   | 1   | Nelson Piquet      | Brabham-BMW       | 1:39.439 | +2.398  |
| 13   | 14  | Manfred Winkelhock | ATS-BMW           | 1:39.860 | +2.189  |
| 14   | 23  | Eddie Cheever      | Alfa Romeo        | 1:39.911 | +2.870  |
| 15   | 20  | Johnny Cecotto     | Toleman-Hart      | 1:40.027 | +2.986  |
| 16   | 26  | Andrea de Cesaris  | Ligier-Renault    | 1:40.095 | +3.054  |
| 17   | 4   | Stefan Bellof      | Tyrrell-Ford      | 1:40.336 | +3.295  |
| 18   | 24  | Piercarlo Ghinzani | Osella-Alfa Romeo | 1:41.176 | +4.135  |
| 19   | 25  | François Hesnault  | Ligier-Renault    | 1:41.303 | +4.262  |
| 20   | 18  | Thierry Boutsen    | Arrows-BMW        | 1:41.318 | +4.277  |
| 21   | 22  | Riccardo Patrese   | Alfa Romeo        | 1:41.328 | +4.287  |
| 22   | 17  | Marc Surer         | Arrows-BMW        | 1:42.592 | +5.551  |
| 23   | 21  | Huub Rothengatter  | Spirit-Hart       | 1:43.084 | +6.043  |
| 24   | 9   | Philippe Alliot    | RAM-Hart          | 1:43.222 | +6.181  |
| 25   | 5   | Jacques Laffite    | Williams-Honda    | 1:43.304 | +6.263  |
| 26   | 10  | Jonathan Palmer    | RAM-Hart          | 1:44.676 | +7.635  |
| DNQ  | 3   | Martin Brundle     | Tyrrell-Ford      | 2:31.960 | +54.919 |

## Závod
| Poř.   | No. | Jezdec             | Konstruktér       | Počet kol | Čas/Odstoupení  | Pořadí na startu | Body |
| ------ | --- | ------------------ | ----------------- | --------- | --------------- | ---------------- | ---- |
| 1      | 6   | Keke Rosberg       | Williams-Honda    | 67        | 2:01:22.617     | 8                | 9    |
| 2      | 28  | René Arnoux        | Ferrari           | 67        | + 22.464        | 4                | 6    |
| 3      | 11  | Elio de Angelis    | Lotus-Renault     | 66        | + 1 kolo        | 2                | 4    |
| 4      | 5   | Jacques Laffite    | Williams-Honda    | 65        | + 2 kola        | 24               | 3    |
| 5      | 24  | Piercarlo Ghinzani | Osella-Alfa Romeo | 65        | + 2 kola        | 18               | 2    |
| 6      | 12  | Nigel Mansell      | Lotus-Renault     | 64        | Převodovka      | 1                | 1    |
| 7      | 2   | Corrado Fabi       | Brabham-BMW       | 64        | + 3 kola        | 11               |      |
| 8      | 14  | Manfred Winkelhock | ATS-BMW           | 64        | + 3 kola        | 13               |      |
| Ret    | 8   | Niki Lauda         | McLaren-TAG       | 60        | Smyk            | 5                |      |
| Ret    | 7   | Alain Prost        | McLaren-TAG       | 56        | Defekt          | 7                |      |
| Ret    | 18  | Thierry Boutsen    | Arrows-BMW        | 55        | Smyk            | 20               |      |
| Ret    | 27  | Michele Alboreto   | Ferrari           | 54        | Smyk            | 9                |      |
| Ret    | 17  | Marc Surer         | Arrows-BMW        | 54        | Smyk            | 22               |      |
| Ret    | 19  | Ayrton Senna       | Toleman-Hart      | 47        | Hnací hřídel    | 6                |      |
| Ret    | 10  | Jonathan Palmer    | RAM-Hart          | 46        | Elektronika     | 25               |      |
| Ret    | 1   | Nelson Piquet      | Brabham-BMW       | 45        | Smyk            | 12               |      |
| Ret    | 15  | Patrick Tambay     | Renault           | 25        | Smyk            | 10               |      |
| Ret    | 20  | Johnny Cecotto     | Toleman-Hart      | 25        | Smyk            | 15               |      |
| Ret    | 26  | Andrea de Cesaris  | Ligier-Renault    | 15        | Smyk            | 16               |      |
| Ret    | 21  | Huub Rothengatter  | Spirit-Hart       | 15        | Únik paliva     | 23               |      |
| Ret    | 22  | Riccardo Patrese   | Alfa Romeo        | 12        | Smyk            | 21               |      |
| Ret    | 16  | Derek Warwick      | Renault           | 10        | Smyk            | 3                |      |
| DSQ    | 4   | Stefan Bellof      | Tyrrell-Ford      | 9         | Diskvalifikován | 17               |      |
| Ret    | 23  | Eddie Cheever      | Alfa Romeo        | 8         | Smyk            | 14               |      |
| Ret    | 25  | François Hesnault  | Ligier-Renault    | 0         | Nehoda          | 19               |      |
| DNQ    | 3   | Martin Brundle     | Tyrrell-Ford      |           |                 |                  |      |
| DNS    | 9   | Philippe Alliot    | RAM-Hart          |           |                 |                  |      |
| Zdroj: |     |                    |                   |           |                 |                  |      |

## Průběžné pořadí po závodě
Pohár jezdců
| Pořadí | Jezdec          | Body |
| ------ | --------------- | ---- |
| 1      | Alain Prost     | 35,5 |
| 2      | Elio de Angelis | 26   |
| 3      | Niki Lauda      | 24   |
| 4      | René Arnoux     | 23   |
| 5      | Keke Rosberg    | 20   |
| Zdroj: |                 |      |

Pohár konstruktérů
| Pořadí | Konstruktér    | Body |
| ------ | -------------- | ---- |
| 1      | McLaren-TAG    | 58,5 |
| 2      | Ferrari        | 31,5 |
| 3      | Lotus-Renault  | 29,5 |
| 4      | Williams-Honda | 24   |
| 5      | Brabham-BMW    | 21   |
| Zdroj: |                |      |